# Alstroemeria achirae
Alstroemeria achirae är en alströmeriaväxtart som beskrevs av Muñoz Schick och Axel Brinck. Alstroemeria achirae ingår i släktet alströmerior, och familjen alströmeriaväxter. Inga underarter finns listade i Catalogue of Life.